# Apocripha/0
『Apocripha/0』（アポクリファ・ゼロ）は、2001年7月27日にスタックソフトウェアより発売されたWindows用カードバトル型アドベンチャーゲーム。
シナリオ・キャラクター原画はゆうきあずさが担当した。略称は「アポクリ」。

## 概要
主人公はアレクとプラチナの双子の王子で、2人のどちらかを選択し、参謀や部下の協力を得てもう一方の王子を倒し、次代の「奈落王」の座に就くことが目的となる。2001年に発売されたPC版は、アレクを主人公とする『アレクディスク』とプラチナを主人公とする『プラチナディスク』の2作品がある。2004年には、2つのディスクを1つにまとめたPlayStation 2（PS2）移植版が発売された。
漫画化やドラマCD化、小説化といったメディアミックス展開も積極的に行われた。なお、続編『Apocripha/0 PANDORA』（仮題）は制作中止となった。

### 製品バリエーション
Apocripha/0 アレクディスク
2001年7月27日発売。主人公はアレク。金の王子（アレク）の力は未熟というキャラクター設定を反映し、スタート時の能力は低いがストーリを進めるにつれ強くなっていく。プラチナディスクをインストールすることで追加シナリオがプレイ可能となる。両ディスクを購入し応募すると全員に「特製ムック」がプレゼントされた。
Apocripha/0 プラチナディスク
2001年8月10日発売。主人公はプラチナ。「銀の王子（プラチナ）は力は強いが身体が弱い」という設定を反映し、スタート時から能力は高いもののその後の伸びは少ない。アレクディスクをインストールすることで追加シナリオがプレイ可能となる。
Apocripha/0 [PS2]
2004年10月28日にGN Softwareより発売されたPS2移植版。PC版の2作品を統合し、新規シナリオ・イベントCGを追加した。また、カードバトルも演出が強化されている。当初の発売予定日は9月22日だった。
予約特典はテーマトークCD。アニメイト、メッセサンオー、ソフマップの各バージョンがあり、出演は高城元気（アレク役）、鈴木千尋（プラチナ役）、関智一（サフィルス役）、森川智之（ジェイド役）、保志総一朗（カロール役）、石川英郎（ルビイ役）の6名。
限定版は特製ボックス仕様で、スペシャルCD（ドラマCD「Mystic Node」ほか）と特製ブックレットが付属する。

## ストーリー
「奈落」は強い者が弱い者を支配する弱肉強食の世界である。ある時、一筋の星が流れた。星の光はどんな光より明るく輝き奈落の隅々を照らし始めた。光は天上に負けるとも劣らない一つの王国に作り上げる一閃となった。その奈落を統べる奈落王の力が弱まりつつあるなか、後継者候補である双子の兄弟が生まれる。王はアレク、プラチナと名付けた2人を戦わせ、生き残った方を自らの後継者とすることに決めた。アレクとプラチナは、それぞれの参謀、部下と共にそれぞれの未来を信じて動き出す…。

## 登場人物

### 王家
アレクサンドル＝パストゥール （Alexandre=Pasteur）
声 - 高城元気
本作の主人公。奈落王の第一王子。通称は「アレク（Alex）」。金髪で赤い瞳をしており、「金の王子」「赤の王子」とも呼ばれる。ショートカットに見えるが、帽子の中に長い髪をしまいこんでいる。名前の由来はアレキサンドライト。開発初期は「ピジョン」という名前だった。
単純でわがままだが、優しく素直な少年である。ただし、優しさは彼に敵意を持つ者を含む全ての者に向けられるため、奈落では優しすぎる・頼りないと評されることもある。プラチナより小柄だが体力では勝る。全般的に物覚えが悪く、魔法は少し苦手。ジェイドの事を嫌っている。
実はセレスが復活した際に使用する器として作られた。そのためセレスとそっくりな顔をしている。ホムンクルスであることから、他の魔人よりも寿命が短い。
漫画版は彼の視点で、ゲーム版よりも精神年齢が高めに描かれている。ロードにより右目を失うが、プラチナから右目をもらいオッドアイになった。
プラチナ＝パストゥール （Platina=Pasteur）
声 - 鈴木千尋
奈落王の第二王子。銀髪で青い瞳をしており、「銀の王子」「青の王子」とも呼ばれる。名前の由来は白金。
生真面目で冷静、何でもそつなくこなす天才タイプで、剣や魔法の腕もたつ。しかし虚弱体質で、かなりの偏食家でもある。奈落に生きる者すべてを守る王になるという目標を持ち、堕天使と戦う姿はかつての奈落王の生き写しと噂される。好物はラカの実。どんな場所でも3分で眠ることができる。
本来生まれる予定はなかったが、アレクを作った際に核が分裂してしまい彼が生まれた。顔はセレスが殺してしまった「神」とそっくりで、身体の中には神の魂のようなものも残っているらしい。ホムンクルスであることから、他の魔人よりも寿命が短い。
漫画版では病弱、偏食家といった描写がない。最期はアレクに自分の命と右目を託し、黄泉へ旅立つ。小説版は彼の視点で描かれている。
奈落王
声 - 津田英三
奈落に住む魔人たちを束ねる王。奈落の黎明期に空に流れたとされる星の血を受け継いでおり、住人にとっては神のような存在である。天上からの侵略を防ぐため、何よりも強いことが求められる。また自らを律する強さも必要。
長い間奈落を統治してきた王の力が弱まったため、気候は不順になり、各地で封印されている古の精霊たちの封印も弱まっている。

### 参謀
王の勅命を受け、アレクとプラチナにそれぞれ仕える。
サフィルス＝ホーソン （Sapphirus=Hawthorne）
声 - 関智一
アレクの教育係。アレクからは「サフィ」と呼ばれる。髪は紫色で青い瞳をしており、右目は前髪で隠されている。白黒の縦縞のスーツに黒のマントを羽織る。名前の由来はサファイア。開発初期は「オパール」という名前だった。
家事全般、特に料理を得意とし、アレクに対しては教育係というよりは母親のように接する。潔癖で、融通が利かないところがある。ジェイドには「坊ちゃん」と呼ばれており、そりが合わない様子。
実は天から追放された天使。神の存在を信じる普通（2枚羽）の天使だったが、「愛した罪（特別な誰かを作り、平等に愛を注げなくなった罪）」により天界を追放された（PS2版、漫画版）。
漫画版ではアレクに見逃され、ジェイドの墓参りをしたような描写がある。また小説版では奈落に落とされる場面が描かれる。
ジェイド＝デイヴィス （Jade=Davis）
声 - 森川智之
プラチナの教育係。髪は緑色で瞳は紫色。フレームレスの眼鏡をかけており、額には赤い石がある。名前の由来は翡翠。開発初期は「ヒスイ」という名前だった。
元剣士（本人曰く才能はなかった）の魔法使いで、自他共に認めるひねくれ者。プラチナに「勝てない王子に仕える気はない」と言い放つ。放任主義で、プラチナとの距離感も冷たく突き放す位がちょうどいいと思っている。
実はサフィルスと共に天から追放された天使。4枚羽を持つ上級天使であり、さらに高みを目指そうと神を調べたため追放されたという。最後の目的のため、彼の出自を知る者全ての抹殺を図る。
漫画版ではサフィルスをかばって死亡した。また小説版では奈落に落とされる場面が描かれる。

### 部下候補
6人いるが、それぞれ2人ずつに因縁があり、1人を部下にすると因縁があるもう1人は自動的に敵方についてしまう。そのため3人しか部下にすることができない。
ルビイ＝ジャクソン （Ruby=Jackson）
声 - 石川英郎
繁華街で用心棒を営む青年。赤い髪で瞳は紫色。怪しげな関西弁を喋り、外見は肉体派だが知力も高い。かつては義賊として名を馳せていた。名前の由来はルビー。
裕福な家庭に生まれたが、父が天使の女性と恋に落ちたため家は没落し、そのまま義賊となった。そのため天使を人一倍憎んでいる。自分の身体に傷をつけた異母兄弟のカロールを探している。
漫画版では用心棒というより、天使狩りを生業としているらしい描写がある。小説版ではアレクの部下となり、プラチナとの接点はないに等しい。
カロール＝マルテル （Carrol=Martell）
声 - 保志総一朗
さびれた街（スラム）で暮らす青年。紫色の髪と瞳を持つ。一緒に暮らす子供たちには優しいが、外部の者には物騒な罠を仕掛けたり、容赦のない毒舌を浴びせたりする。名前の由来はカロール鉱。開発初期は「パール」という名前の眼鏡キャラだった。
実は魔人と天使の間に生まれたハーフ。父はルビイの実父、母は天界から落ちながらも奇跡的に精神崩壊を起こさなかった天使であった。しかし母は捨てられ、カロールは父の息子（異母兄弟）であるルビイへ復讐を図り、傷を負わせた。胸にかけた十字架はルビイから奪ったもので、ルビイの母の形見らしい。
漫画版、小説版共にプラチナの部下で、彼のために神に祈りをささげたり、彼のためなら手段を選ばないような描写がある。
ロード＝クロサイト （Lhodo=Chrosite）
声 - 桑島法子
繁華街（色町）の「売れっ子」。亜麻色の髪に黄色っぽい瞳を持ち、赤いチャイナ服を身に纏う。金に異常な執着を示し、金のためならどんな悪事も厭わない。名前の由来はロードクロサイト。開発初期は「ローズ」という名前だった。
もとは男だったが、プラムを狩ろうとして逆に呪い（言霊）をかけられ、自分が手にかけた最愛の少女の姿となってしまった。呪いをかけられる前は筋骨隆々の大男だったらしい。
ゲーム版ではどちらかというと明るいキャラだが、漫画版では真面目で、「真実を見ないなら必要ない」とアレクの右目をつぶしてしまうなど、心の傷を抱えているような描写が多い。
プラム （Plum）
声 - 南央美
希少種族アプラサスの生き残り。ピンク色の髪に赤い瞳、大きな耳と尻尾を持つ。何事にも一生懸命だが、要領が悪くいつも損をしている。「肉球占い」などで明日の天気やラッキカラーを占うことができる。ゆうきの飼う犬がモデルで、開発初期は「キャッツアイ」という名前だった。
見た目は女の子だが実は男で、年少でもない。村が燃やされなかったらアプラサスの長になっていたと言っており、アプラサスの中でも高い地位にあったらしい。なお、六賢人のような二つ名は持たない（付けてもらう前に皆死んでしまった）。
漫画版ではアレクに近づき、双子を騙そうとする。小説版ではアレクの部下だが、プラチナに助けられた礼として共に堕天使と戦った。
ジル＝ヒイラギ （Zil=Hiiragi）
声 - 菅原正志
森の奥深くで暮らす芸術家。金色の長髪の男。無口で必要最低限の事しか話さない。芸術家を自称するが、彼の作品は何が描いてあるのか、また何を作ったのか全く分からない。名前の由来はジルコニア。開発初期は「トルマリン」という名前だった。
かつては暗殺者だった。また、ベリルを「マスター」と呼んでおり、「青の賢者は従者とともに各地を渡り歩く」という伝承にある「従者」はジルのことと思われる。彼を部下にした場合、無愛想だが主人公を心配する描写が見られる。
漫画版ではベリルの部下として登場する。小説版ではアレクの部下となり、プラチナとの接点はないに等しい。
ベリル （Beryl）
声 - 山口勝平
疾風のように現れ、奇跡を起こしては姿を消す魔法使い。髪は青色で瞳は緑色。不老不死の伝説の賢者「青の賢者」ではないかとも言われるが、正体は謎に包まれている。酒を好み、大量に飲む。名前の由来は緑柱石。開発初期は「オニキス」という名前だった。
実は何百年も前に、天界から追放されたセレスを助けた魔人で、現在の奈落王である。助けた礼としてセレスから不老不死の力をもらった後、両親・兄弟・親友の命を奪ったアプラサスを滅ぼすようセレスに頼む。しばらく行動を共にしていたが、セレスの考えに恐怖を感じ、自分が滅ぼしたアプラサスと協力してセレスを封印した。その後は一人で各地を転々としながら、何百年も生きてきた。セレスにもらったロザリオを大事にしている。
漫画版では継承戦争の審判だと言いアレク達に近づく。またアレクをセレスそっくりに作ったのは、忘れたくなかったからとしている。小説版ではプラチナの部下となる。

### アプラサスの六賢人
プラムの同族で、獣の力を宿しセレス封印の役割を担っている。既に肉体はなく、魂のみの存在。特定のキャラクターを連れて行くと、通常と異なる会話が発生する。なお漫画版では登場しない。
百合色のニーチェ （Nietzsche）
光の属性を持つ女性のアプラサス。天の祠の守護者。デザインのモチーフは鳥。アプラサスのなかでも彼女だけは魔人に対する憎しみや偏見を持たない。ベリルを連れて行くと通常とは異なる会話が見られる。アレク編のみ（PS2版はプラチナ編でも）彼女とのバトルがある。
鴉色のリィン （Lyin）
闇の属性を持つ男性のアプラサス。奈落の祠の守護者。モチーフは黒い犬。「この地にいることに疲れた」と言い残し姿を消す。ベリルまたはプラムを連れて行くと通常とは異なる会話が見られる。小説版では唯一姿と名前が登場する。
桔梗色のイリーガル （Illie）
水の属性を持つ男性のアプラサス。水の祠の守護者。モチーフは魚で、肌は青白く、下半身は人魚のようになっている。セラとは恋人同士らしい描写がある。ジルを連れて行くと通常とは異なる会話が見られる。
葦色のセラ （Sera）
風の属性を持つ女性のアプラサス。風の祠の守護者。モチーフはヘビで、身体には鱗が見られる。イリーガルとは恋人同士らしい描写がある。カロールを連れて行くと通常とは異なる会話が見られる。
椿色のメイア （Meia）
炎の属性を持つ女性のアプラサス。火の祠の守護者。モチーフはウサギ。イプーを妹のようにかわいがっていたらしい描写がある。ルビイを連れて行くと通常とは異なる会話が見られる。
苔色のイプー （Ipue）
声 - 水橋かおり
地の属性を持つ女性のアプラサス。地の祠の守護者。六賢人の中で最年少。モチーフはコウモリで、開発初期は男性だった。肌は緑色をしており、背中にはコウモリのような黒い翼がある。メイアを姉のように慕っていたらしい描写がある。ロードを連れて行くと通常とは異なる会話が見られる。

### その他
セレス （Seles）
声 - 森久保祥太郎
天上を統べる神を殺したため天界を追放された、6枚羽を持つ最高位の天使の一人。追放された際に、神の心臓となる石を天界から持ち出す。名前の由来はセレスタイン。
奈落で世話になったベリルに礼として不老不死の力を与え、天界へ帰ろうとするが、セレスの考えに恐怖を感じたベリルによって封印される。その後、自分と同じように天界を追放されてきたサフィルスとジェイドに目をつけ、2人を天界へ帰すという嘘の約束で封印を解除させる。
アレクとプラチナのそれぞれ片方の目はセレスが作ったものであり、封印されていた間も彼らの目を通して外の世界を見ていた。復活後は、奈落を自分の思い通りの世界に作り変えようとするが、二人の王子に阻止される。
漫画版では、ベリルに殺され既に亡くなっている。
彼（君） （かれ（きみ））
神と思われる男性。本名は不明で、セレスには「彼」または「君」と呼ばれていた（このことから、セレスは神に最も近い（または親しい）天使であったと思われる）。セレスを拒んだことにより彼に殺されてしまう。
姿や口調はプラチナによく似ているらしい。物語のなかでプラチナが頭痛に苦しむ描写があるが、それはプラチナの中にある「彼」の魂の活動と関係があるらしい。
漫画版では「奈落を見捨てた神」としか出ていない。
ジル（ジルの奥さん）
ジルの妻。何者かに殺される。
セイラ
声 - 桑島法子
ロードが殺した少女。ロードに恋心を抱いていた。
ライズ
『Happiness Cage』（ファンボックス）に登場。赤銅色の髪の青年。ジェイド、サフィルスと関係がある。
リタ
『Happiness Cage』に登場。ルビイと関係がある。
奈落王 （小説版オリジナル）
プラチナの次の代の奈落王。名前は不明。姿や口調はプラチナによく似ているが、髪は金髪で身体も丈夫。ベリルを「父上」と呼んでおり、ベリルに作られたらしい。
ナレーション
声 - 吉田孝

## 世界設定

### 奈落関連
奈落
天から見捨てられた土地で、力のみが正義という弱肉強食の世界。奈落と命名したのは神である。長きにわたり奈落王の治世下にあり、安定はしているものの貧富の差の拡大など歪みが生じている。そのことに不満を持つ魔人も少なくないが、支配階級の不興を買うことを恐れ、大抵の者は口にしない。兵役逃れは罪に問われ、王への反逆や麻薬製造などは死罪。
継承戦争
奈落王の後継者、つまり次代の奈落王を決める争い。王には何よりも強さが求められるため、アレクとプラチナを競わせて決めることにした。負けることは死を意味するため、2人は王位と自分の存在をかけて戦っている。継承戦争が行われていることは、2人の王子の名前と共に奈落に住む者すべてが知っている。
憲兵
兵役から逃れるなど、奈落で罪を犯した者を取り締まる。
魔人
奈落の住人。魔法や武器、自らの拳などで戦う。寿命は150年程度。
アプラサス
魔人が支配する前から奈落に住んでいる種族で、かつて存在した人間と動物との混血種（PS2版では獣の力を身体に取り込んだという設定）。「古の一族」とも呼ばれる。人間と共存していたが、ある時を境に仲が悪化し、人間を憎むようになった。
外見は魔人に酷似しているが、寿命は数倍あり、約1000年生きた者もいると言われる。桁外れの魔力を持ち、魔人には使えない特殊な呪文『言霊』を操る。他人を思いやる、受けた恩は何倍にもして返すなど、魔人と異なる性質を持つことから迫害されてきた。アプラサスの血や肉を食すと強い力が得られるという噂が流れ、ハンターにより多くが狩られた結果、プラムを残して滅びてしまった。
言霊
アプラサスに伝わる、特殊な方式で編まれた呪文。かけられた者は術者の思い通りになる。ただし失敗すると術者に跳ね返るため、禁じ手とされている。
青の賢者
不老不死と言われる伝説の賢者。子供のような姿をしており、突然現れて奇跡を起こした後いつの間にかいなくなる、という伝承が各地に残されている。
詠唱
魔法を発動させるために唱える呪文のようなもの。魔力の強いものはこれを省略して魔法を扱うことができる。
隠れ里
罪人が奈落王の憲兵から隠れ、暮らす里。市場（闇市）も立つが、通常は夜中にひっそりと行われる。
堕天使
天上から奈落へ落ちた天使。奈落では「天使」や「天上の犬」と呼ばれる。
ロザリオ
天使が落とすアイテム。天上のシンボルで、神への信仰の証。奈落では反逆の印でもある。

### 天上関連
天上
雲の上にある神や天使たちが住む王国。天使を送り込み奈落を侵略しようとしており、奈落とは敵対している。
神
天上、天使、奈落、魔人などの創造者。天使が目指す最高の魂で、王の石の真の持ち主。
七人の天使
天上で神の役目を担っている天使。王の石を呑んだらしく、全員が不老不死。神の秘密が知られることを恐れ、ジェイドを奈落へ落としたのも彼らだと思われる。
六天使
「七人の天使」からセレスが抜けた後の6人のことを指すと考えられる。
憲兵
収容所から脱走した天使を捕らえ、エデン（楽園）に連行する。
天使
神に認められ、救い上げられるために生きる神のしもべ。寿命は200年程度。背中の羽で移動する。奈落では正気を保てず、温泉の湯元に毒を撒くなど通常の天使のイメージとは全く異なる行動をとる。
罪人の刻印
罪を犯した天使が、背中に押される烙印。刻印を押された天使は飛べなくなる。
時計草
救世主の受難を表す聖なる花で、甘い香りを放つ。葉を煎じて飲めば痛み止めの薬になるが、加工方法によっては麻薬にもなる。

## スタッフ
- 企画・シナリオ・キャラクター原画 - ゆうきあずさ
- 音楽 - Peak A Soul+
- 音楽プロデュース - 伊藤善之（ランティス）
- 録音演出 - 菊田浩巳
- アニメーション制作 - STACK
- プロデュース・監督 - 大沼明夫

## 主題歌
オープニングテーマ 「誓いのエスペロス」
作詞 - 畑亜貴 / 作曲・編曲 - 七瀬光 / 歌 - 河井英里

## イベント
『Apocripaha/0』 アレクディスク 発売記念イベント
2001年8月4日、東京・秋葉原のヤマギワソフト本店8Fにて開催。出演は高城元気（アレク役）、関智一（サフィルス役）。
『Apocripaha/0』 プラチナディスク 発売記念イベント
2001年8月11日、コミックマーケット60特設ステージにて開催。出演は鈴木千尋（プラチナ役）、森川智之（ジェイド役）、高城元気（アレク役）、石川英郎（ルビイ役）。
『Apocripaha/0』 声優イベント
2001年12月29日、コミックマーケット61のアニメイトブースにおいて200名限定でサイン・握手会を実施。出演は鈴木千尋（プラチナ役）。
ゆうきあずさ原画展
2002年5月26日から6月9日まで、東京・秋葉原のメッセサンオー本店2Fにて開催。ゲーム版の原画・複製カラー原画、漫画版の生原稿などが展示された。

## 関連商品
ファンボックス
Apocripha/0 FANBOX 〜Happiness Cage〜
発売日：2001年12月29日 / 発売：STACK software
オリジナル外伝ストーリー3本、なぜなにアポクリファ〜（攻略ガイド）、デスクトップアクセサリ集などを収録。3000本限定。
2004年2月27日に、外伝ストーリーのみ『Apocripha/0 Box』として再発売された。
作品ガイド
ゆうきあずさ Apocripha/0 原画集 Soul flower
発売日：2003年7月1日 / 発行：ムービック ISBN 4-89601-657-2
原画のほかに描きおろしイラスト、キャラクター設定、インタビュー、小説などを収録。
Apocripha/0 公式ファンブック 〜ゆうきあずさの世界〜
発売日：2004年12月24日 / スタジオDNA（微熱王子ビジュアルブック） ISBN 4-7580-1024-2
PS2版追加イベントの紹介や攻略チャート、原画、インタビューなどを収録。
CD
Apocripha/0 〜忘れられた記憶〜
発売日：2001年6月20日 / 発売：STACK software / 品番：DWC-276
PC版のプロモーションCD。非売品。主題歌「誓いのエスペロス」とミニドラマを収録する。
The sound side of Apocripha/0
発売日：2001年9月5日 / ランティス / 品番：LACA-5063
オリジナルサウンドトラック。ミニドラマも収録する。
ドラマCD
Apocripha/0 〜Blue Tail in the cross Vol.1〜
発売日：2001年10月3日 / ランティス / 品番：LACA-5069
Apocripha/0 〜Blue Tail in the cross Vol.2〜
発売日：2001年12月29日 / ランティス / 品番：LACA-5079
Apocripha/0 Passion Flower
発売日：2004年10月22日 / マリン・エンタテインメント / 品番：LBS-0012
Apocripha/0 Mystic Node
PS2版（2004年10月28日発売）の初回限定特典として付属したオリジナルドラマCD。非売品。
書籍
アポクリファ/0 [漫画]
作者：ゆうきあずさ / 発行：エニックス（現スクウェア・エニックス）（月刊Gファンタジー2001年7月号 - 04年2月号連載、Gファンタジーコミックス）
原作者自身によるコミカライズだが、キャラクターの性格設定をはじめゲーム版とは異なる点が多い。
1. 発売日：2002年5月27日 ISBN 4-7575-0705-4
2. 発売日：2003年5月27日 ISBN 4-7575-0953-7
3. 発売日：2004年3月27日 ISBN 4-7575-1172-8

Apocripha/0 〜infinite fortune〜 [小説]
著者：沢野翔、イラスト：ゆうきあずさ / 発売日：2002年3月22日 / 発行：イーグルパブリシング ISBN 4-901191-44-6
その他
Apocripha/0 トレーディングカード
発売日：2002年6月27日 / 発売：ムービック / 全87種類（スペシャルカード9種）